# Рув'яно
Рув'яно (італ. Ruviano) — муніципалітет в Італії, у регіоні Кампанія,  провінція Казерта.
Рув'яно розташований на відстані близько 180 км на південний схід від Рима, 45 км на північ від Неаполя, 19 км на північний схід від Казерти.
Населення — 1682 особи (2014).
Щорічний фестиваль відбувається 7 квітня. Покровитель — San Leone.

## Демографія
Населення за роками:

Станом на 1 січня 2023 року в муніципалітеті офіційно проживало 60 іноземців з 17 країн, серед них 10 громадян країн Євросоюзу та 5 громадян України.

## Сусідні муніципалітети
- Альвіньяно
- Аморозі
- Каяццо
- Кастель-Кампаньяно
- Файккьо
- Джоя-Саннітіка
- Пульянелло